# Kijibato
Kijibato（きじばと、1996年7月1日 - ）は、日本のソングライター、編曲家、ボカロP。埼玉県出身。

## 概要
中学時代にギターを始め、バンド活動では作詞・作曲を担当。早稲田大学に入学後、法政大学宅録同好会に入会。クラブミュージックやサンプリングミュージックの面白さに目覚め、DJおよびアーティスト活動を開始。自主レーベルとして、Alicemetixと共にStardropRecordsを立ち上げる。在学時にフリーランスとして、VTuber関連楽曲や各種コンテンツのリミックス等を製作するようになる。
現在は作家事務所ドリームモンスターに所属。邦楽ロックやアニメソングの影響を受けた「キャッチーさ」と、「クラブ・サンプリング要素」との融合が得意。展開の多い曲や電波ソングで定評を得ている。
職業作家に加え、ボカロPとして自主制作や同人活動を精力的に行うほか、DJとしても積極的に活動している。
株式会社KUROGOでは取締役も務めており、音楽・映像アーティストやクリエイターの活動サポートにも尽力している。

## 提供楽曲

### コンテンツタイアップ作品
TVアニメ『【推しの子】』
- 有馬かな（潘めぐみ）
  - 「ピーマン体操」（作詞・作曲・編曲、挿入歌）

 TVアニメ『イジらないで、長瀞さん 2nd Attack』
- 長瀞さん（上坂すみれ）、ガモちゃん（小松未可子）、ヨッシー（鈴木愛奈）、桜（井澤詩織）
  - 「MY SADISTIC ADOLESCENCE♡」（Cocoro.と共作詞、作曲・編曲、エンディングテーマ）

 TVアニメ『転生王女と天才令嬢の魔法革命』
- アニスフィア・ウィン・パレッティア（千本木彩花）、ユフィリア・マゼンタ（石見舞菜香）
  - 「Take your hand」（作詞・作曲・編曲）

 TVアニメ『スパイ教室』
- エルナ（水瀬いのり）
  - 「Fool on the secret」（作詞・作曲・編曲、スペシャルエンディングテーマ）
- アネット（楠木ともり）
  - 「Pureness×Careless」（作詞・作曲・編曲、スペシャルエンディングテーマ）

映画『大室家 dear friends』
- 大室櫻子（加藤英美里）、大室撫子（斎藤千和）、大室花子（日高里菜）、園川めぐみ（上坂すみれ）、三輪藍（東山奈央）、八重野美穂（悠木碧）
  - 「パッチワーク・エトセトラ!」（作曲・編曲、主題歌）

『ウマ娘 プリティーダービー』
- イクノディクタス（田澤茉純）
  - 「Excellent Condition」（作曲・編曲）

『蓮ノ空女学院スクールアイドルクラブ』
- スリーズブーケ
  - 「Kawaii no susume」（佐藤厚仁と共編曲）
- みらくらぱーく!
  - 「以心☆電信」（作曲・編曲）

『オンゲキ』
- 星咲あかり（赤尾ひかる）、珠洲島有栖（長縄まりあ）、日向千夏（岡咲美保）、皇城セツナ（八巻アンナ）
  - 「Dramatic...?」（作詞・作曲・編曲）
- 逢坂茜（大空直美）、高瀬梨緒（久保ユリカ）、柏木咲姫（石見舞菜香）
  - 「Tricky Treat!!!」（作詞・作曲・編曲）

『イロドリミドリ』
- 天王洲なずな（山本彩乃）
  - 「ラビットランド・メッセンジャー」（作曲・編曲）[6]

『電音部』
- 日高零奈（蔀祐佳）、東雲和音（天音みほ）、茅野ふたば（堀越せな）
  - 「再発見！アキバ探訪☆」（作詞・作曲・編曲）
  - 「Blank Paper - Kijibato REMIX」（Remix）
  - 「Winter Magic Opening Track」（トラック制作）

『らき☆すた』
- パトリシア・マーティン （ささきのぞみ）
  - 「最大聖地カーニバル - Kijibato "Akiba Maxima" Remix」（Remix）

『Prince Letter(s)! フロムアイドル』
- STAr(s)!（yuzu(堀江瞬), 冥王院シン (土岐隼一)）
  - 「Like the LUNA」（作詞・作曲）

『ユアマジェスティ』
- ザン＝エクエス（NORISTRY）、ゴエティア（ナノ）
  - 「It's a New World」（作曲・編曲）

『学園アイドルマスター』
- 花海咲季（長月あおい）
  - 「EGO」（作詞・作曲・編曲）
  - 「Try it now」（作詞・作曲・編曲）
- 「学園アイドルマスター DEBUT LIVE 初 TOUR」
  - Overture『DEBUT LIVE 初 TOUR -序曲-』（トラック制作）[7]
- 「学園アイドルマスター The 1st Period ‐Spotlight Star-」
  - Overture（トラック制作）[8]

### アーティスト提供作品
=LOVE
- 「内緒バナシ」（作曲・編曲）

 ≠ME
- 「天使は何処へ」（作曲・編曲）

ときのそら
- 「そらを越えて」（作詞・作曲・編曲）
- 「ナイトキューブパラドクス」（作曲・編曲）
- 「太陽系デスコ」（インスト制作）

東山奈央
- 「ウェルカム・トゥ・レインボーワンダーランド！」（作詞・作曲・編曲）

叶
- 「惜別」（作曲・編曲）

 天羽しろっぷ, 古森もぐ, ちなぷぷ
- 「アイドル的なことをしたい！」（作詞・作曲・編曲）

音霊魂子（あおぎり高校）
- 「抱きまくら☆抱きまくり」（作詞・作曲・編曲）

大代真白（あおぎり高校）
- 「デケえ女（Kijibato Remix）」（remix）

MIX JUICE from アミュボch
- 「ぐるぐるミックスジュース」（作詞・作曲・編曲）

秋雪こはく
- 「$HOT!!」（作曲・編曲）

佐咲紗花
- 「Zzz - Kijibato Remix」（Remix）

Marpril
- 「Applause」（作詞・作曲・編曲）

BOOGEY VOXX
- 「One's-room Treasure」（作曲・編曲）

結音
- 「FRI (LIE) DAY MONSTER」（作曲・編曲）

まめこ
- 「曲はサビが9割」（作詞・作曲・編曲）

LilySyu
- 「りしゅぱに♡ふろんてぃあ」（作詞・作曲・編曲）

うぐ
- 「Bitter Flower (feat. うぐ)」（作詞）
- 「Refrain in the rain - feat. うぐ」（作詞）

双極スペクトラム
- 「すっごいたのしい」（作詞・作曲・編曲）

COMIQ ON!
- 「グッドナイトワールド」（作曲・編曲）
- 「超越展開POROPOROコミッキュ - 2023ver.」（作曲・編曲）
- 「リボン:Reborn」（作曲・編曲）
- 「拝啓さまざまSUMMER」（作曲・編曲）
- 「超越展開POROPOROコミッキュ」（作曲・編曲）

夕暮アトリエ
- 「Spring Arrow」（作曲・編曲）

ちょこ
- 「寝台列車に乗りた〜〜い!!」（作詞・作曲・編曲）
- 「おにーちゃん♡元気づけ☆大作戦！」（作詞・作曲・編曲）

A lot of love!
- 「←3m→LOVE!」（作詞・作曲・編曲）

ənigma
- 「つよくいきる」（作曲・編曲）
- 「猫吸宇宙」（作曲・編曲）
- 「おやすみワンダーランド」（作曲・編曲）
- 「僕の名前で君を呼ぶ」（作曲・編曲）

バーチャルメイド喫茶『ますかれーど』
- 「ますか♡ほりっく」（作詞・作曲・編曲）
- 「ますかれーど!」（作詞）

ずんだもん『ずんだもん世界化計画』
- 「シェケンシェソンシャ」（作曲・編曲）
- 「セーワ？」（作曲・編曲）
- 「ラブリー・クエッショニズム」（作曲・編曲）
- 「Daybreak」（編曲）
- 「ワールズエンド・ダンスホール」（編曲）